# Karpaty Wschodnie

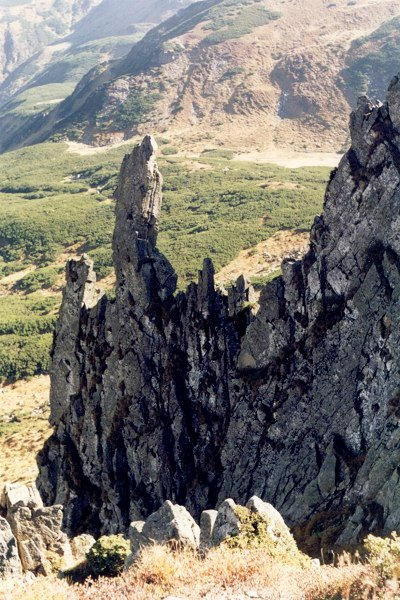
Żebra skalne pod Szpyciami, Czarnohora

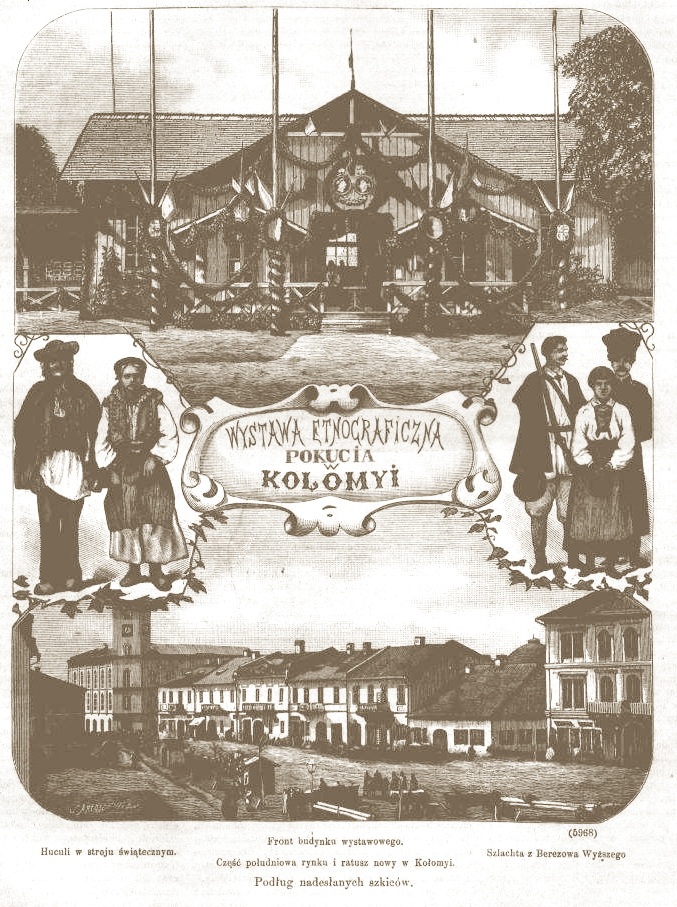
Pierwsza wystawa etnograficzna z roku 1880

Karpaty Wschodnie (52) – odcinek Łuku Karpat między Przełęczą Łupkowską na północnym zachodzie a przełęczą Predeal na południu.

## Geografia
Karpaty Wschodnie znajdują się głównie na terenach Ukrainy i Rumunii, tylko niewielki fragment na północnym zachodzie leży na terytoriach Polski i Słowacji – Bieszczady Zachodnie, Góry Sanocko-Turczańskie, Wyhorlat.
Karpaty Wschodnie dzielą się wzdłuż na dwie części:
- Zewnętrzne Karpaty Wschodnie (fliszowe, najwyższy szczyt Howerla 2061 m n.p.m.)
- Wewnętrzne Karpaty Wschodnie (krystaliczno-wulkaniczne, Pietrosul 2303 m n.p.m.)

Te dwa różniące się geologicznie regiony stykają się ze sobą bezpośrednio i miejscami brak wyraźnego rozgraniczenia, a granice między nimi trzeba prowadzić w oparciu o cechy krajobrazowe, układ dolin i przełęczy. Dlatego niektórzy geografowie rumuńscy, zamiast podłużnego podziału Karpat Wschodnich, stosują podział na sektory poprzeczne, wyodrębniając:
- Karpaty Beskidzko-Marmaroskie
- Karpaty Mołdawsko-Transylwańskie
- Karpaty Łuku

## Historia
W czasach antycznych tereny polskich Karpat, nazywane czasami „Bastarnice Alpes”, rozdzielały na północy Dację od Sarmatia Europea. Według Juliusza Cesara obszar ten był kontynuacją Hercynia Silva. W średniowieczu polska część gór nazywana była również Górami Sanockimi; lub Górami Sarmackimi. W historiografii niemieckiej jako Sanoker Berge, lub Berge Saana.
Karpaty Wschodnie w Europie rozsławił m.in. Oskar Kolberg – polski etnograf, folklorysta i kompozytor, który w 1880 roku był współorganizatorem wielkiej wystawy etnograficznej w Kołomyi. Udział w niej wziął cesarz Franciszek Józef. Znaczenie Karpat Wschodnich doceniła i wiedzę o nich udostępniła czytelnikom na Zachodzie także angielska pisarka Ménie Muriel Dowie, która w 1890 odbyła podróż na Pokucie i Huculszczyznę, a następnie sporządziła pisemną relację z podróży, która cieszyła się bardzo dużą popularnością i była wielokrotnie wznawiana.
Po czasach galicyjskich, teren Karpat Wschodnich, który znalazł się w granicach II Rzeczypospolitej, odziedziczył poważne zacofanie i nędzę. Rozwój ekonomiczny rejonu miała wzmocnić turystyka letnia i zimowa. W 1931 r. w Stanisławowie z inicjatywy Rządu RP zorganizowano konferencję „Ankieta w sprawie Karpat Wschodnich”, która stanowiła pierwszą kompleksową próbę nakreślenia planu działań dotyczących rozwoju turystyki oraz karpackich kurortów i miejscowości, a także ochrony przyrody.
W przedwojennej Polsce obszar Karpat Wschodnich zamieszkiwali głównie Polacy, Karpatorusini i Żydzi, oraz także w mniejszej liczbie: Ormianie, Węgrzy, Rumuni i Niemcy. W okresie tym największą atrakcyjnością turystyczną cieszyły się takie polskie miejscowości jak: Delatyn, Żabie, Kosów, Worochta czy Jaremcze.
Ogromną popularnością cieszyły się również położone na przedgórzu Karpat Wschodnich uzdrowiska, przede wszystkim dynamicznie rozwijające się Truskawiec i Morszyn.